# The Open Door Tour
The Open Door Tour es la segunda gira mundial de la banda de rock estadounidense Evanescence. La girra arrancó el 5 de octubre de 2006 por Canadá.

## Información

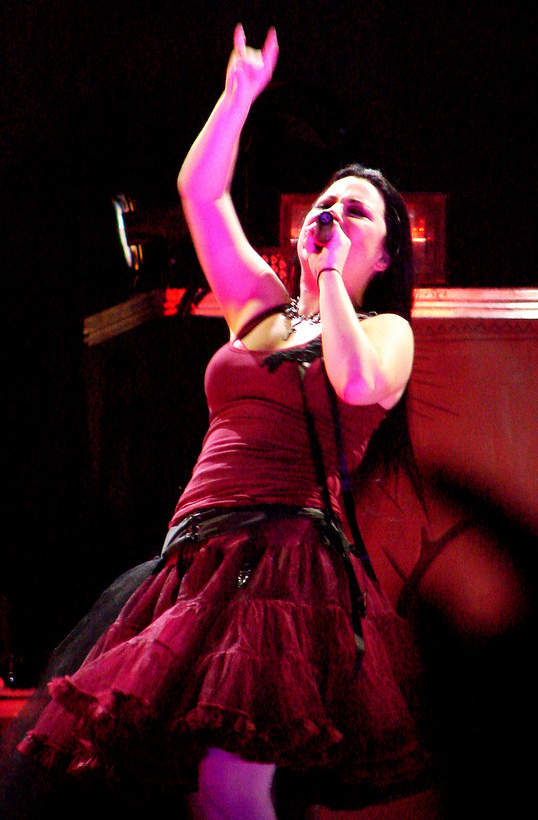
Evanescence en concierto, en São Paulo, Brasil

En la primera etapa de la gira, la banda recorrió lugares en América del Norte en octubre y viajó a Europa en noviembre para tocar en varios espectáculos antes de regresar a los Estados Unidos en diciembre para actuar en estadios más grande. La banda luego continuó esta etapa de la gira en enero de 2007 en Montreal, Canadá, tocando antes de dirigirse a Japón y Australia.
La segunda etapa de la gira comenzó el 16 de marzo, comenzando en Fresno, California. La gira corrió por los Estados Unidos, Sudamérica, Sudáfrica y Europa, cerrando su gira europea con un concierto con entradas agotadas en el Amphi en Ra'anana, Israel, el 26 de junio de 2007. El 4 de mayo de 2007, el guitarrista John LeCompt fue despedido y el baterista Rocky Gray renunció. Fueron reemplazados por Troy McLawhorn y Will Hunt de la banda Dark New Day.
Evanescence luego co-encabezó The Family Values Tour junto a Korn del 27 de julio al 2 de septiembre de 2007. Luego, la banda se fue en su gira de invierno el 23 de octubre, tocando en los Estados Unidos y México, antes de concluir la gira del álbum el 8 de diciembre. 2007 en Kingston, Rhode Island. Inicialmente se dijo que McLawhorn y Hunt harían una gira con Evanescence hasta el final de la gira Family Values Tour en septiembre, pero continuaron tocando durante todo el The Open Door Tour.

## Fechas
| Fecha                    | Ciudad             | País           | Estadio/Teatro                      |
| ------------------------ | ------------------ | -------------- | ----------------------------------- |
| América del Norte        |                    |                |                                     |
| 5 de octubre de 2006     | Toronto            | Canadá         | Kool Haus                           |
| 6 de octubre de 2006     | Montreal           | Canadá         | M Telus                             |
| 7 de octubre de 2006     | Boston             | Estados Unidos | Avallon Ballroom                    |
| 9 de octubre de 2006     | Nueva York         | Estados Unidos | Hammerstein Ballroom                |
| 10 de octubre de 2006    | Filadelfia         | Estados Unidos | Eletric Factory                     |
| 11 de octubre de 2006    | Washington D. C.   | Estados Unidos | 9:30 Club                           |
| 13 de octubre de 2006    | Detroit            | Estados Unidos | State Theatre                       |
| 14 de octubre de 2006    | Milwaukee          | Estados Unidos | Eagles Ballroom                     |
| 15 de octubre de 2006    | Minneapolis        | Estados Unidos | The Quest                           |
| 17 de octubre de 2006    | Chicago            | Estados Unidos | Riviera Theatre                     |
| 21 de octubre de 2006    | Dallas             | Estados Unidos | McFarlin Memorial Auditorium        |
| 22 de octubre de 2006    | Houston            | Estados Unidos | Verizon Wireless Theatre            |
| 24 de octubre de 2006    | Denver             | Estados Unidos | Paramount Theatre                   |
| 25 de octubre de 2006    | Salt Lake City     | Estados Unidos | The Great Salt Air                  |
| 27 de octubre de 2006    | Phoenix            | Estados Unidos | Celebrity Theatre                   |
| 28 de octubre de 2006    | Los Ángeles        | Estados Unidos | The Wiltern LG                      |
| 29 de octubre de 2006    | San Francisco      | Estados Unidos | Warfield Theatre                    |
| Europa                   |                    |                |                                     |
| 5 de noviembre de 2006   | Berlin             | Alemania       | Columbiahalle                       |
| 6 de noviembre de 2006   | Ámsterdam          | Países Bajos   | Paradiso                            |
| 8 de noviembre de 2006   | París              | Francia        | Olympia Music Hall                  |
| 10 de noviembre de 2006  | Madrid             | España         | La Riviera                          |
| 11 de noviembre de 2006  | Barcelona          | España         | Movistar Space                      |
| 14 de noviembre de 2006  | Milan              | Italia         | Alcatraz                            |
| 16 de noviembre de 2006  | Zúrich             | Suiza          | Volkshaus                           |
| 17 de noviembre de 2006  | Viena              | Austria        | Gasómetro                           |
| 18 de noviembre de 2006  | Colonia            | Alemania       | E-Werk                              |
| 20 de noviembre de 2006  | Londres            | Inglaterra     | Hammersmith Apollo                  |
| América del Norte        |                    |                |                                     |
| 10 de diciembre de 2006  | Los Ángeles        | Estados Unidos | KROQ Acustic Almost Christimas 2006 |
| 15 de diciembre de 2006  | Nueva York         | Estados Unidos | Madison Square Garden               |
| 5 de enero de 2007       | Montreal           | Canadá         | Bell Centre                         |
| 6 de enero de 2007       | Quebec             | Canadá         | Colisee Pepsi Arena                 |
| 8 de enero de 2007       | Toronto            | Canadá         | Air Canada Centre                   |
| 10 de enero de 2007      | Ottawa             | Canadá         | Scotiabank Place                    |
| 13 de enero de 2007      | Winnipeg           | Canadá         | MTS Centre                          |
| 15 de enero de 2007      | Calgary            | Canadá         | Scotiabank Saddledome               |
| 16 de enero de 2007      | Edmonton           | Canadá         | Rexall Place                        |
| 18 de enero de 2007      | Vancouver          | Canadá         | Pacific Colisseum                   |
| Asia                     |                    |                |                                     |
| 25 de enero de 2007      | Osaka              | Japón          | Zepp                                |
| 26 de enero de 2007      | Nagoya             | Japón          | Zepp                                |
| 28 de enero de 2007      | Yokohama           | Japón          | Blitz                               |
| 30 de enero de 2007      | Tokio              | Japón          | Zepp                                |
| 31 de enero de 2007      | Tokio              | Japón          | Zepp                                |
|                          |                    | Japón          | Zepp                                |
| Oceanía                  |                    |                |                                     |
| 5 de febrero de 2007     | Sídney             | Australia      | The Lair                            |
| 8 de febrero de 2007     | Brisbane           | Australia      | Entertainment Centre                |
| 10 de febrero de 2007    | Melbourne          | Australia      | Hisense Arena                       |
| 11 de febrero de 2007    | Melbourne          | Australia      | Hisense Arena                       |
| 13 de febrero de 2007    | Adelaide           | Australia      | Entertainment Centre                |
| 15 de febrero de 2007    | Perth              | Australia      | Challenge Stadium                   |
| 17 de febrero de 2007    | Sídney             | Australia      | Entertainment Centre                |
| 18 de febrero de 2007    | Sídney             | Australia      | Entertainment Centre                |
| 20 de febrero de 2007    | Auckland           | Nueva Zelanda  | St. James Theatre                   |
| 21 de febrero de 2007    | Auckland           | Nueva Zelanda  | St. James Theatre                   |
| América del Norte        |                    |                |                                     |
| 8 de marzo de 2007       | Los Ángeles        | Estados Unidos | Key Club                            |
| 16 de marzo de 2007      | Fresno             | Estados Unidos | Selland Arena                       |
| 17 de marzo de 2007      | Las Vegas          | Estados Unidos | Palm Hotel                          |
| 19 de marzo de 2007      | Las Cruces         | Estados Unidos | Pan American Center                 |
| 21 de marzo de 2007      | Oklahoma City      | Estados Unidos | Ford Arena                          |
| 22 de marzo de 2007      | Council Bluffs     | Estados Unidos | Mid-America Center                  |
| 23 de marzo de 2007      | Cedar Rapids       | Estados Unidos | US Cellular Center                  |
| 25 de marzo de 2007      | Little Rock        | Estados Unidos | Alltel Arena                        |
| 27 de marzo de 2007      | Louisville         | Estados Unidos | Louisville Gardens                  |
| 28 de marzo de 2007      | Nashville          | Estados Unidos | Gaylord Music                       |
| 30 de marzo de 2007      | Norfolk            | Estados Unidos | Constant Convention                 |
| 31 de marzo de 2007      | Hartford           | Estados Unidos | Dodge Arena                         |
| 2 de abril de 2007       | Reading            | Estados Unidos | Sovereign Center                    |
| 4 de abril de 2007       | Providence         | Estados Unidos | Denkin Doughnuts Center             |
| 5 de abril de 2007       | Glens Falls        | Estados Unidos | Glens Falls Civic Center            |
| América del Sur          |                    |                |                                     |
| 13 de abril de 2007      | Santiago           | Chile          | Estadio Nacional de Chile           |
| 15 de abril de 2007      | Buenos Aires       | Argentina      | Estadio Monumental                  |
| 17 de abril de 2007      | Porto Alegre       | Brasil         | Ginásio Gigantinho                  |
| 19 de abril de 2007      | Curitiba           | Brasil         | Pedreira Paulo Leminski             |
| 21 de abril de 2007      | São Paulo          | Brasil         | Estadio Palestra Italia             |
| 22 de abril de 2007      | Río de Janeiro     | Brasil         | Riocentro                           |
| Africa                   |                    |                |                                     |
| 27 de abril de 2007      | Ciudad del Cabo    | Sudáfrica      | Kenilworth Race Track               |
| 1º de mayo de 2007       | Pretória           | Sudáfrica      | Estadio Loftus Versfeld             |
| América del Norte        |                    |                |                                     |
| 19 de mayo de 2007       | Columbus           | Estados Unidos | Columbus Crew Stadium               |
| 20 de mayo de 2007       | Camden             | Estados Unidos | The Tweeter Center                  |
| Europa                   |                    |                |                                     |
| 25 de mayo de 2007       | París              | Francia        | Le Zénith                           |
| 26 de mayo de 2007       | París              | Francia        | Le Zénith                           |
| 28 de mayo de 2007       | Landgraaf          | Países Bajos   | Festival Pinkpop                    |
| 30 de mayo de 2007       | Lille              | Francia        | Le Zénith                           |
| 1º de junio de 2007      | Nürburgring        | Alemania       | Rock Am Ring                        |
| 2 de junio de 2007       | Nuremberg          | Alemania       | Rock Im Park                        |
| 3 de junio de 2007       | Antuérpia          | Bélgica        | Lotto Arena                         |
| 5 de junio de 2007       | Nantes             | Francia        | Le Zénith                           |
| 7 de junio de 2007       | Crans-près-Céligny | Suiza          | Festival Caribana                   |
| 8 de junio de 2007       | Pisa               | Italia         | Festival Metarock                   |
| 10 de junio de 2007      | Donnington         | Inglaterra     | Festival Download                   |
| 15 de junio de 2007      | Oslo               | Noruega        | Festival Norwegian Wood             |
| 16 de junio de 2007      | Hultsfred          | Suecia         | Festival Norwegian Wood             |
| 18 de junio de 2007      | Helsinki           | Finlandia      | Hartwall Areena                     |
| 19 de junio de 2007      | San Petersburgo    | Rusia          | New Arena                           |
| 20 de junio de 2007      | Moscú              | Rusia          | B1 Maximum Club                     |
| 23 de junio de 2007      | Atenas             | Grecia         | Karaiskaki                          |
| 24 de junio de 2007      | Estambul           | Turquía        | Kuruçesme Arena                     |
| 26 de junio de 2007      | Ra'aana            | Israel         | Ra'aana Park                        |
| América del Norte        |                    |                |                                     |
| 20 de julo de 2007       | St. Louis          | Estados Unidos | Verizon Wireless Amphitheatre       |
| 21 de julo de 2007       | Somerset           | Estados Unidos | Float-Rite Amphitheatre             |
| 22 de julo de 2007       | Chicago            | Estados Unidos | First Midwest Bank Amphitheatre     |
| 24 de julo de 2007       | Toronto            | Canadá         | The Molson Amphitheater             |
| 25 de julo de 2007       | Detroit            | Estados Unidos | DTE Energy Music Theatre            |
| 27 de julo de 2007       | Boston             | Estados Unidos | Tweeter Center                      |
| 28 de julo de 2007       | Washington D. C.   | Estados Unidos | Nissan Pavilion                     |
| 29 de julo de 2007       | Hartford           | Estados Unidos | New England Dodge Music Center      |
| 3 de agosto de 2007      | Buffalo            | Estados Unidos | Darien Lake Six Flags P.A.C.        |
| 4 de agosto de 2007      | Pittsburgh         | Estados Unidos | Post-Gazette Pavilion               |
| 5 de agosto de 2007      | Camden             | Estados Unidos | Tweeter Center at the Waterfront    |
| 7 de agosto de 2007      | Saratoga Springs   | Estados Unidos | Saratoga Performing Arts Center     |
| 8 de agosto de 2007      | Holmdel            | Estados Unidos | PNC Bank Arts Center                |
| 10 de agosto de 2007     | Indianápolis       | Estados Unidos | Verizon Wireless Music Center       |
| 11 de agosto de 2007     | Atlanta            | Estados Unidos | HiFi Buys Amphitheatre              |
| 12 de agosto de 2007     | Orlando            | Estados Unidos | Amway Arena                         |
| 14 de agosto de 2007     | Miami              | Estados Unidos | Sound Advice Amphitheatre           |
| 15 de agosto de 2007     | Tampa              | Estados Unidos | Ford Amphitheatre                   |
| 17 de agosto de 2007     | Dallas             | Estados Unidos | Smirnoff Music Centre               |
| 18 de agosto de 2007     | Houston            | Estados Unidos | The Cynthia Woods Mitchell Pavilion |
| 19 de agosto de 2007     | San Antonio        | Estados Unidos | Verizon Wireless Amphitheater       |
| 21 de agosto de 2007     | Oklahoma City      | Estados Unidos | Zoo Amphitheater                    |
| 22 de agosto de 2007     | Bonner Springs     | Estados Unidos | Verizon Wireless Amphitheater       |
| 24 de agosto de 2007     | Denver             | Estados Unidos | Coors Amphitheatre                  |
| 25 de agosto de 2007     | Albuquerque        | Estados Unidos | Journal Pavilion                    |
| 26 de agosto de 2007     | Phoenix            | Estados Unidos | Cricket Pavilion                    |
| 29 de agosto de 2007     | Bakersfield        | Estados Unidos | Rabobank Arena                      |
| 31 de agosto de 2007     | Sacramento         | Estados Unidos | Sleep Train Amphitheatre            |
| 1º de septiembre de 2007 | San Francisco      | Estados Unidos | Shoreline Amphitheatre              |
| 2 de septiembre de 2007  | Irvine             | Estados Unidos | Verizon Wireless Amphitheater       |
| 23 de octubre de 2007    | Coral Gables       | Estados Unidos | BankUnited Center                   |
| 25 de octubre de 2007    | Jacksonville       | Estados Unidos | Veterans Memorial Arena             |
| 27 de octubre de 2007    | Orange Beach       | Estados Unidos | Amphitheater at The Wharf           |
| 28 de octubre de 2007    | Houston            | Estados Unidos | Cynthia Woods Mitchell Pavilion     |
| 30 de octubre de 2007    | Grand Prairie      | Estados Unidos | Nokia Theatre at Graind Prairie     |
| 31 de octubre de 2007    | Hidalgo            | Estados Unidos | Dodge Arena                         |
| 3 de noviembre de 2007   | Ciudad de México   | México         | National Auditorium                 |
| 5 de noviembre de 2007   | Guadalajara        | México         | Auditorio Metropolitano             |
| 7 de noviembre de 2007   | Monterrey          | México         | Arena Monterrey                     |
| 10 de noviembre de 2007  | Los Ángeles        | Estados Unidos | Greek Theatre                       |
| 11 de noviembre de 2007  | Santa Bárbara      | Estados Unidos | Santa Bárbara Bowl                  |
| 14 de noviembre de 2007  | San José           | Estados Unidos | San Jose Event Center Arena         |
| 16 de noviembre de 2007  | Orem               | Estados Unidos | McKay Events Center                 |
| 18 de noviembre de 2007  | Portland           | Estados Unidos | Theater of the Clouds               |
| 20 de noviembre de 2007  | Boise              | Estados Unidos | Qwest Arena                         |
| 21 de noviembre de 2007  | Seattle            | Estados Unidos | WaMu Theatre                        |
| 24 de noviembre de 2007  | Casper             | Estados Unidos | Casper Events Center                |
| 27 de noviembre de 2007  | Lincoln            | Estados Unidos | Pershing Auditorium                 |
| 28 de noviembre de 2007  | Champaign          | Estados Unidos | Assembly Hall                       |
| 29 de noviembre de 2007  | Moline             | Estados Unidos | Wireless Center                     |
| 1º de diciembre de 2007  | University Park    | Estados Unidos | Bryce Jordan Center                 |
| 2 de diciembre de 2007   | Wilkes-Barre       | Estados Unidos | Wachovia Arena                      |
| 4 de diciembre de 2007   | East Rutherford    | Estados Unidos | Izod Center                         |
| 5 de diciembre de 2007   | Manchester         | Estados Unidos | Verizon Wireless Arena              |
| 7 de diciembre de 2007   | Amherst            | Estados Unidos | Universidad de Massachusetts        |
| 8 de diciembre de 2007   | Kingston           | Estados Unidos | Universidad de Rhode Island         |